# Le Divorce
Pour les articles homonymes, voir Divorce (homonymie).
Pour plus de détails, voir Fiche technique et Distribution.
Le Divorce est un  film franco-américain réalisé par James Ivory, sorti en 2003. Il s'agit d'une adaptation du roman éponyme de Diane Johnson.

## Synopsis
Deux sœurs américaines, Isabelle et Roxy, sont entraînées dans un tourbillon d'intrigues parisiennes et amoureuses où le choc des cultures redouble celui des passions. L'une est quittée par son mari et l'autre va subir le charme d'un séducteur parisien.

## Fiche technique
- Titre : Le Divorce
- Producteur, Equipe: Ismail Merchant, Assistanat: Kai Wong
- Réalisation : James Ivory
- Scénario : Ruth Prawer Jhabvala et James Ivory (d'après le roman de Diane Johnson)
- Directeur de la photographie : Pierre Lhomme
- Décors : Frédéric Bénard
- Costumes: Carol Ramsey
- Musique : Richard Robbins
- Musique additionnelles : Marc-Antoine Charpentier (Pleurons plutôt de présentes douleurs), Carla Bruni (Quelqu'un m'a dit), Serge Gainsbourg (L'anamour et En relisant ta lettre), Paul Misraki (Qu'est-ce qu'on attend pour être heureux), Les Elles (Pamela Peacemaker), Georges Auric (La Belle et la Bête)
- Producteurs : Ismail Merchant et Michael Schiffer
- Sociétés de production : Fox Searchlight Pictures, Merchant Ivory Productions et Radar Pictures Production
- Société de distribution : 20th Century Fox
- Pays d'origine :  États-Unis,  France
- Langue : anglais, français
- Genre : comédie dramatique
- Durée : 117 minutes
- Dates de sortie :
  - États-Unis : 8 août 2003
  - France : 8 octobre 2003
- Box-office :
  - États-Unis : 9 074 550 dollars[1]
  - France : 46 049 entrées[2]
  - Monde : 12 985 489 dollars[1]

## Distribution
- Kate Hudson (VF : Sylvie Jacob) : Isabel Walker, jeune américaine originaire de Santa Barbara découvrant Paris
- Naomi Watts (VF : Laurence Dourlens) : Roxeanne (« Roxy ») de Persand, sa sœur aînée (mariée, enceinte, une fille), artiste poète
- Thierry Lhermitte (VF : lui-même) : « oncle Edgar » Cosset, dit « Palou », politicien conservateur et « tombeur » incorrigible
- Melvil Poupaud (VF : lui-même) : Charles-Henri de Persand, mari de Roxy, artiste peintre
- Glenn Close (VF : Évelyn Séléna) : Olivia Pace, écrivain américain à Paris et ancienne maîtresse de « Palou »
- Romain Duris (VF : lui-même) : Yves, jeune collaborateur d'Olivia, petit ami d'Isabel
- Jean-Marc Barr (VF : lui-même) : Maître Bertram, avocat amoureux de Roxy
- Matthew Modine (VF : Patrick Béthune) : Tellman, mari détraqué par la liaison de sa femme avec Charles-Henri
- Leslie Caron (VF : elle-même) : Suzanne de Persand, sœur de « Palou » et mère de Charles-Henri et d'Antoine
- Samuel Labarthe (VF : lui-même) : Antoine de Persand, fils de Suzanne
- Sam Waterston (VF : Michel Paulin) : Chester Walker, le père
- Stockard Channing (VF : Danièle Hazan) : Margeeve Walker, la mère
- Thomas Lennon (VF : Gérard Darier) : Roger Walker, le frère
- Catherine Samie (VF : elle-même) : Madame Florian, la gardienne de l'immeuble
- Nathalie Richard (VF : elle-même) : Charlotte de Persand, la femme d'Antoine
- Stephen Fry (VF : Benoît Allemane) : Piers Janely, l'expert de chez Christie's
- Rona Hartner (VF : elle-même) : Magda Tellman, la bouillante maîtresse caucasienne de Charles-Henri
- Marie-Christine Adam (VF : elle-même) : « tante Amélie » Cosset, la femme d'Edgar
- Daniel Mesguich (VF : lui-même) : l'expert du Louvre
- Anne Canovas (VF : elle-même) : l'experte
- Humbert Balsan (VF : lui-même) : Maître Doisneau, chargé du divorce par les de Persand
- Bebe Neuwirth (VF : Brigitte Virtudes) : Julia Manchevering
- Hélène Surgère (VF : elle-même) : une vendeuse de la boutique de lingerie
- Françoise Brion : la propriétaire de la librairie

## Autour du film
- James Ivory, dont la mère était d'origine française, s'éloigne ici de son genre fétiche, la peinture de la société britannique traditionnelle imprégnée des valeurs de la période victorienne, pour aborder la comédie de mœurs contemporaine.
- Deux objets sont essentiels à l'intrigue : un tableau représentant Sainte Ursule (vierge au centre de la légende chrétienne des onze mille vierges), bien familial des Walker trouvé dans leur grenier à Santa Barbara, et qui est peut-être un Georges de La Tour ; un sac à main très chic en crocodile rouge, le célèbre Kelly de chez Hermès, cadeau systématique de Palou à toutes ses maîtresses.
- Tellman, le mari rendu fou de jalousie par le départ de sa femme, dit exercer la profession d'avocat du spectacle.
- Roxy écrit un poème sur le phalarope : « Ces oiseaux marins qui inclinent la tête en nageant, les plus polis du monde, très majestueux, ils font des courbettes, à personne en particulier, par courtoisie, par gratitude. »